# Weißach (Tegernsee)
Die Weißach ist ein Fluss im Landkreis Miesbach in Oberbayern. Die Weißach entwässert das komplette Kreuther Tal und mündet in den Tegernsee.

## Verlauf
Ihren Ursprung hat die Weißach in den Blaubergen nördlich des Achensees aus mehreren Dutzend Quellen der Großweißach, deren höchstgelegene Quelle auf 1347 m Höhe liegt (nahe der verfallenen Hoch-Alm, nördlich vom Gerstenrieder Kopf). Erst ab Glashütte in der Gemeinde  Kreuth heißt der Fluss Weißach. Von dort bis zur Mündung in den Tegernsee ist die Weißach 18 km lang. Bis Rottach-Egern fließt die Weißach entlang der B 307 und ist ab Wildbad Kreuth weitgehend eingedeicht.
Die Weißach verläuft auf dem Gemeindegebiet der Gemeinde Kreuth. Ab dem Kreuther Ortsteil Enterbach bzw. dem Rottach-Egerner Ortsteil Trinis bildet das rechte Flussufer bis zur Mündung der Weißach die Ortsgrenze zwischen den beiden Gemeinden.

## Zuflüsse
Die Weißach hat eine Vielzahl an größeren und kleineren Zuflüssen. Zu den wichtigsten zählen
- der Albertsbach (Mündung Höhe Trifthütte bzw. Waldhäusl Winterstube auf 840 m ü. NN) – rechter Nebenfluss
- der Schwarzenbach (Mündung auf 830 m ü. NN), welcher die Schwarzentenn entwässert – linker Nebenfluss
- der Klammbach (Entwässert das Gebiet der Königs-Alm, Mündung auf 814 m ü. NN) – rechter Nebenfluss
- die Hofbauernweißach (Entwässert die Nordseite der Blauberge, Mündung auf 796 m ü. NN) – rechter Nebenfluss
- der Sagenbach (Fließt durch die Lange Au, Mündung auf 790 m ü. NN) – rechter Nebenfluss

Zu den kleineren Zuflüssen zählen die Bäche aus Reitbach (r), Schliffbach (l), Kohlarbeitgraben (l), Bartgraben (r), Alpelgraben und Rotmarterlgraben (l), Jägerleitengraben (l), Böckleitengraben (l), Laimbach (l), Grüneckgraben (l), Plattiger Graben (l), Gernberggraben (r), Rötzleitengraben (l), Staudenbach (l), Riedlerner Graben (r), Mühlauer Graben (r), Pletscherergraben (l), Lahngraben (r), Gschwendgraben (l), Klafferbach (r), Wiesengraben (l), Brunntalgraben (r) und Grabenbächl (l). Darüber hinaus hat die Weißach noch weitere kleine Zuflüsse.*
*Anmerkung: Zuflüsse entlang des Flussverlaufes von oben nach unten. r = rechter Zufluss, l = linker Zufluss. Liste ist nicht vollständig.

## Flussverbauung
Die Weißach wurde Anfang des 20. Jahrhunderts für die Holztrift und zum Hochwasserschutz weitgehend ausgebaut. Dabei wurde der Fluss über weite Teile eingedeicht und begradigt. Zur Verhinderung der Erosion durch die dadurch erhöhte Fließgeschwindigkeit wurden in regelmäßigen Abständen Holz- oder Betonschwellen errichtet. Diese Schwellen wurden zwischen 1985 und 1995 im mittleren Flussverlauf durch andere wasserbauliche Maßnahmen wie dem Einsatz von Wasserbausteinen ersetzt. Im unteren Verlauf ab dem sogenannten Eisernen Steg wurde in den Folgejahren zum Hochwasserschutz eine deutliche Vertiefung der Flusssohle vorgenommen.
Um den durch die Verbauung erhöhten Geschiebe-Transport auszugleichen und eine Verlandung des Ringsees zu vermeiden, wird an der Mündung der Weißach in den Tegernsee regelmäßig Kies abgebaggert.
Auf der Höhe des sogenannten Eisernen Steges findet sich ein Wehr, welches das Wasser der Weißach aufstaut und einem Kanal auf der linken Flussseite, dem sogenannten Mühlbach, zuführt. Die an dem Kanal liegende Weißachmühle wird seit 1956 vom Elektrizitätswerk Tegernsee als Wasserkraftwerk zur Erzeugung von Strom verwendet. Unterhalb des Wehrs findet sich aufgrund der Wasserabführung in den Kanal über mehrere Monate im Jahr nur sehr wenig Wasser in der Weißach. Der Kanal wird nicht zurück zur Weißach geführt, sondern mündet südwestlich der Weißachmündung in den Ringsee.

## Geschichte
Die Weißach diente als Transportweg für Fichtenholz, welches vor allem für die Befeuerung der Saline Rosenheim benötigt wurde. Das Holz wurde dazu über die Weißach, den Tegernsee und die Mangfall an seinen Bestimmungsort „getriftet“.